# Vincenz von Barco
Freiherr Vincenz von Barco (* 1719 in Verovitja in Slavonien; † 11. März 1797 in Pest) war österreichischer Feldmarschall-Leutnant, Kommandierender General von Ungarn, Ritter des Maria-Theresia-Orden sowie Inhaber des Husaren-Regiments Nr. 9 und General der Kavallerie.

## Leben
Barco ging 1731 als Fähnrich in österreichische Dienste. Er stieg 1756 bis zum Major im Kürassier-Regiment O’Donell auf. Während des Siebenjährigen Krieges kämpfte er in den Jahren 1757 und 1758 bei Komnitz und Hochkirch. Er zeichnete sich so aus, dass er 1757 zum Oberstlieutenant befördert wurde, 1758 dann als Oberst in das Husaren-Regiment Moroz versetzt wurde. Mit diesem Regiment kämpfte er am 18. August 1759 bei Grünberg, hier nahm er den preußischen Major Rege und 498 Mann gefangen.
Im Koßdorf führte er die Vorhut, als der preußische General Czettritz in österreichische Hände fiel. Am 17. Juli 1760 fielen 70 Husaren im Gefecht bei Klein-Primersdorf. Ferner kämpfte er bei Landeshut (und machte 400 Gefangene) und im Juli 1761 bei Kropitz, wo er gegen Zieten kämpfte, aber auch 20 Husaren verlor. Am 26. September 1761 konnte er bei Oppeln ein preußisches Bataillon stellen, das auf dem Weg von Oppeln nach Brieg war, 9 Offiziere und 224 gerieten in Gefangenschaft. Braco erhielt dafür den Maria-Theresia-Orden. 1762 kam er zum Korps den Generals Beck. Er kämpfte noch im Gefecht am Fischerberg, außerdem wurde er am 3. Mai 1762 zum Freiherren erhoben.
Nach dem Krieg wurde er am 19. Januar 1771 mit Rang vom 27. August 1759 zum Generalmajor und am 1. Mai 1773 mit Rang vom 3. September 1772 zum Feldmarschalleutnant befördert, außerdem wurde er 1773 Inhaber des Husaren-Regiment Nr. 9.
Er nahm auch am Bayrischen Erbfolgekrieg teil und war von 1774 bis 1776 zur Unterstützung des Militärkommandeurs in der Bukowina.
Am 10. November 1788 mit Rang vom 30. September 1787 wurde er General der Kavallerie. Er kämpfte noch im 8. Österreichischen Türkenkrieg in Ungarn gegen die Türken, außerdem war er Kommandierender General ad interim von Ungarn. Ferner wurde er auch zu diplomatischen Missionen verwendet. Im Jahr 1792 erhielt er das Indignat in Siebenbürgen.
Die Linie des Generals endet mit seinem Sohn Joseph († 5. Februar 1809), der als Domherr in Oedenburg starb.